# Zbrodnia w Wawrze

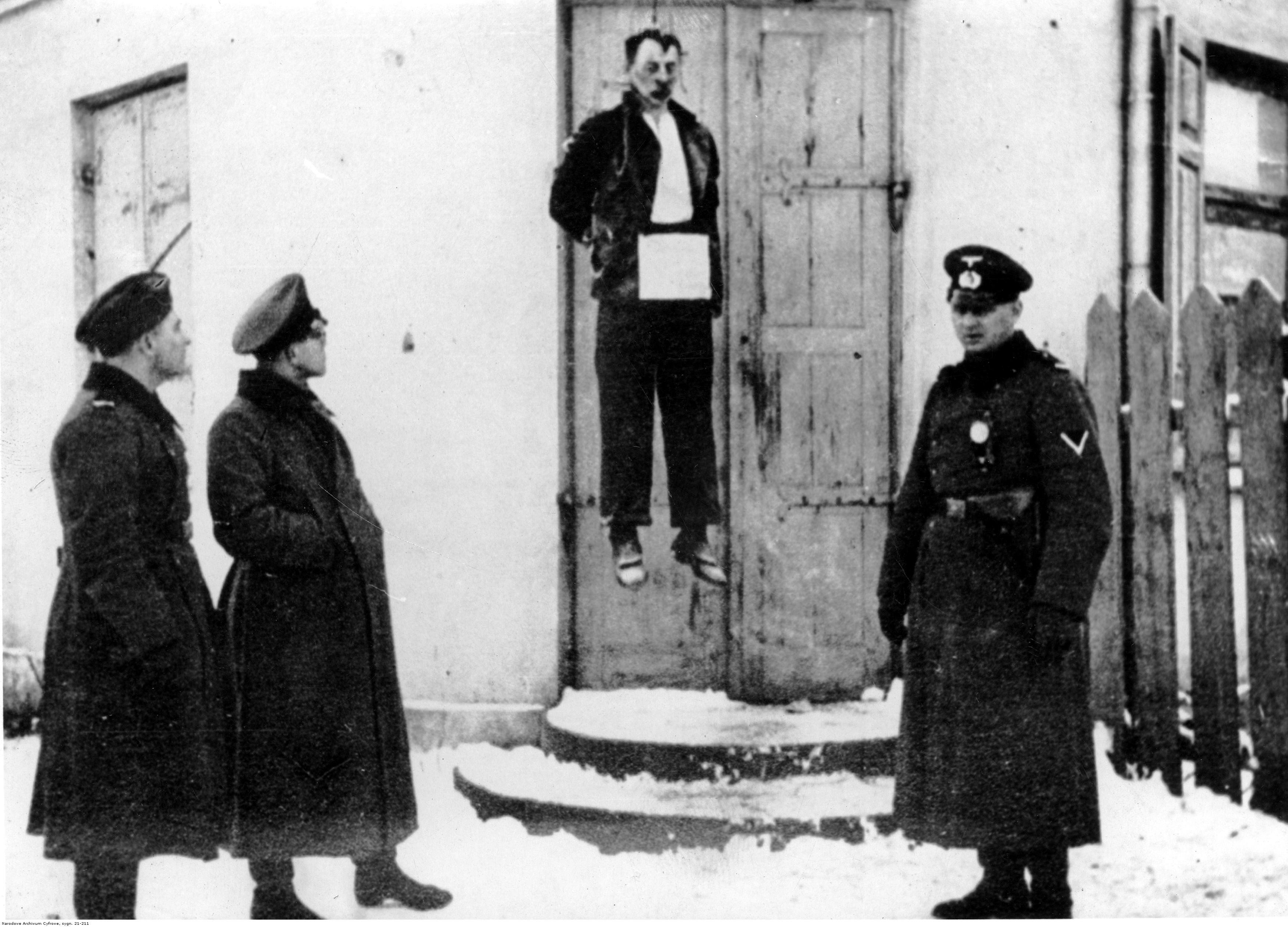
Antoni Bartoszek powieszony przez Niemców przy wejściu do swojej restauracji

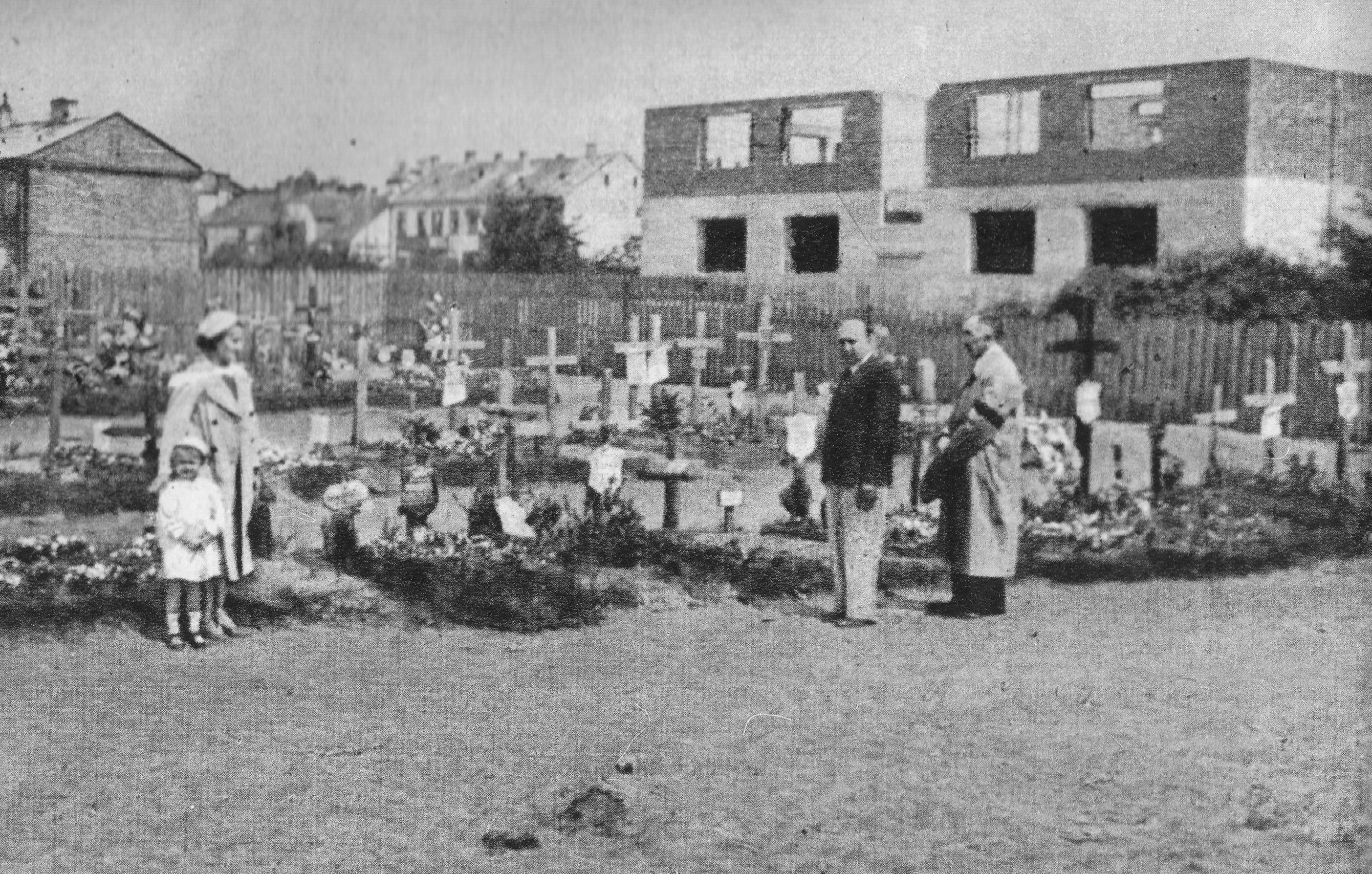
Groby ofiar

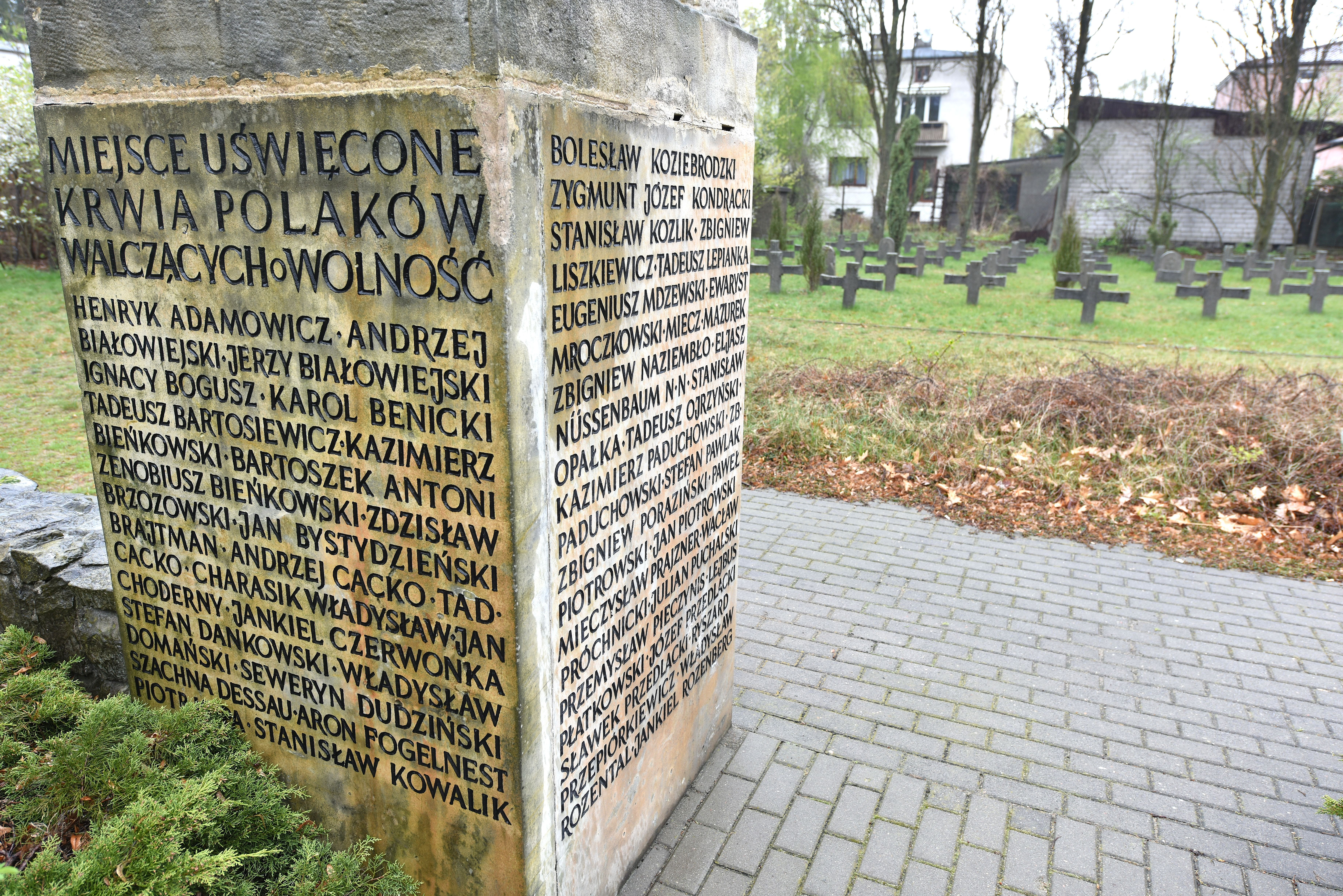
Fragment cmentarza symbolicznego w miejscu zbrodni

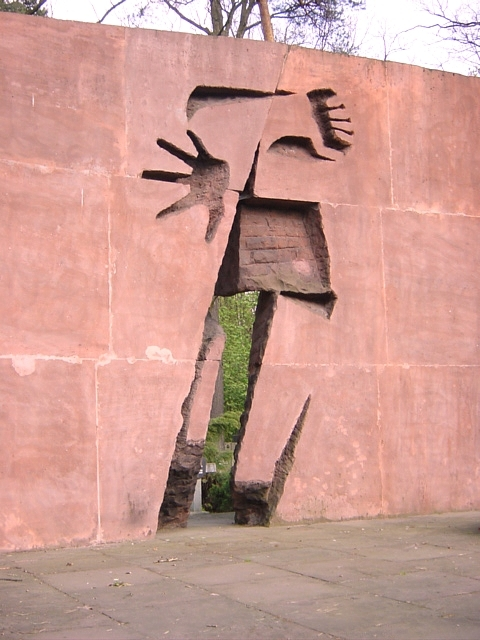
Pomnik ku czci ofiar zbrodni w Wawrze na Cmentarzu Ofiar II Wojny Światowej przy ulicy Kościuszkowców w Wawrze

Zbrodnia w Wawrze – egzekucja 107 cywilnych mieszkańców podwarszawskiej miejscowości Wawer (niebędącej wówczas dzielnicą Warszawy), dokonana przez okupantów niemieckich 27 grudnia 1939.
Obok zbrodni w Bochni, była to jedna z pierwszych masowych egzekucji na ziemiach polskich oraz w Generalnym Gubernatorstwie podczas II wojny światowej, w której wbrew prawu międzynarodowemu zastosowano zasadę odpowiedzialności zbiorowej.

## Historia
Okupanci, stosując wbrew prawu międzynarodowemu zasadę odpowiedzialności zbiorowej, aresztowali wcześniej 114 obywateli polskich, w większości mieszkańców Wawra i Anina, w odwecie za śmierć dwóch podoficerów z niemieckiego batalionu budowlanego numer 538 (niem. Baubatalion 538) w karczmie przy ulicy Widocznej. Zbrodni dokonali znani policji miejscowi kryminaliści – Marian Prasuła i Stanisław Dąbek.
W reakcji na wiadomość o śmierci Niemców w stan pogotowia postawiona została policja niemiecka. Z rozkazu podpułkownika Maxa Daumego, który zastępował na tym stanowisku dowódcę 31. pułku Ordnungspolizei (znanego także jako Polizei-Regiment Warschau), w nocy z 26 na 27 grudnia 1939 2. i 3. kompania batalionu numer 6 pułku 31. Ordnungspolizei pod dowództwem majora Friedricha Wilhelma Wenzla przystąpiła do aresztowań mieszkańców Wawra i Anina.
Podczas aresztowania zatrzymano 120 mężczyzn z Wawra i Anina, w większości Polaków, ale też grupę Żydów i 1 Rosjanina. Mężczyźni liczyli od 15 do 70 lat, wśród nich byli zarówno rzemieślnicy, kupcy i robotnicy, jak również pracownicy umysłowi, dziennikarz oraz oficer Wojska Polskiego. Część zatrzymanych przebywała w Wawrze jedynie tymczasowo, odwiedzając rodzinę na święta Bożego Narodzenia.
Mężczyzn postawiono przed tak zwanym sądem doraźnym (niem. Standgericht), będącym elementem terroru sądowego i stanowiącym parodię prawa mającego uzasadniać represje, pod przewodnictwem majora policji Wenzla i w obecności dowodzącego akcją podpułkownika Daumego. Nie przesłuchano zatrzymanych oraz nie dokonano spisania ich zeznań, rejestrując jedynie personalia. 114 mężczyzn zostało skazanych na śmierć, pozostałych „ułaskawiono”, zlecając im wykopanie grobów. Antoni Bartoszek, właściciel restauracji, w której zginęli dwaj Niemcy, został dotkliwie pobity i powieszony u wejścia do lokalu przed zapadnięciem „wyroku” sądu doraźnego.
Egzekucja skazańców odbyła się przy świetle reflektorów samochodowych na niezabudowanym placu pomiędzy ulicami Błękitną a Spiżową (obecnie ulica 27 grudnia) w Wawrze, mężczyźni zostali rozstrzelani przy użyciu karabinów maszynowych. W czasie przeprowadzania na miejsce kaźni jednemu z mężczyzn udało się zbiec. Samą egzekucję, mimo odniesionych ran, przeżyło 7 osób.
Ofiary śmiertelne, w sumie 107 osób, zostały początkowo pochowane w tymczasowej zbiorowej mogile w pobliżu miejsca straceń. Wśród zabitych najmłodszy Tadeusz Ryszka był w wieku lat 15, sześciu było powyżej 60 lat. We wspólnej mogile spoczęli Polacy, Żydzi i Rosjanin, także dwóch obywateli Stanów Zjednoczonych.
W dniach od 25 do 27 czerwca 1940, decyzją niemieckiego starosty (niem. Kreishauptmann) na powiat warszawski, dokonano ekshumacji. Zidentyfikowano 106 ofiar, jedna pozostała jako N.N. 85 zabitych było stałymi mieszkańcami Wawra lub Anina, 22 pochodziło z innych miejscowości. 76 wydobytych zwłok pochowano na cmentarzu przy ulicy Śnieżki (obecnie ulica Kościuszkowców) w rejonie Wawer Glinki (Marysin Wawerski), a 20 pozostałych pomordowanych złożono w grobach rodzinnych na terenie Warszawy. 11 Żydów pochowano na cmentarzu żydowskim w Warszawie.
Zbrodnia w Wawrze była jedną z pierwszych masowych zbrodni na ludności cywilnej Warszawy i okolic oraz w Generalnym Gubernatorstwie. W reakcji na to wydarzenie polskie podziemie utworzyło konspiracyjną młodzieżową Organizację Małego Sabotażu „Wawer”, związaną z organizacją harcerską Szare Szeregi, która liczyła 500 członków i wykonała w latach 1940–1945 około 170 akcji przeciwko okupacyjnym siłom niemieckim.

## Osądzenie sprawców
Po wojnie sądy polskie osądziły współodpowiedzialnych za zbrodnię w Wawrze. Podczas trzeciego procesu Najwyższy Trybunał Narodowy skazał Maxa Daume wyrokiem z dnia 3 marca 1947 na karę śmierci. Friedrich Wilhelm Wenzel otrzymał karę śmierci wyrokiem Sądu Wojewódzkiego dla miasta stołecznego Warszawy w 1951.

## Upamiętnienie
- W miejscu egzekucji, przy ulicy 27 grudnia w Wawrze, urządzono pomnik-cmentarz symboliczny ku czci ofiar egzekucji według projektu Ewy Śliwińskiej. Podobny monument wystawiono także na Cmentarzu Ofiar II Wojny Światowej przy ulicy Kościuszkowców, gdzie spoczywają ofiary Zbrodni w Wawrze. Pomnik upamiętnia także 14 mieszkańców Anina, rozstrzelanych w podobnej egzekucji dnia 29 kwietnia 1942 oraz żołnierzy Wojska Polskiego poległych podczas Obrony Warszawy w 1939.
- W grudniu 2004 Biuro Edukacji Publicznej Instytutu Pamięci Narodowej i Dzielnica Warszawa Wawer zorganizowały uroczyste obchody 65 rocznicy Zbrodni w Wawrze.

## Opisy w literaturze
Opis zajścia i zbrodni na podstawie relacji świadków podał Melchior Wańkowicz w jednym z rozdziałów swej powieści Drogą do Urzędowa, wspomina ją także w innym dziele – Hubalczycy.